# Consejo Superior de la Empresa Privada
El Consejo Superior de la Empresa Privada (COSEP) fue la principal cámara de comercio de Nicaragua. Fue fundada el 16 de febrero de 1972 como Consejo Superior de la Iniciativa Privada (COSIP) como una asociación sin fines de lucro y hasta 2023 estuvo integrada por 27 cámaras empresariales.César Zamora fue su último presidente luego de suceder a Michael Healey en 2021
El COSEP influyó en la oposición a las reformas de 2018 al Instituto Nicaragüense de Seguridad Social (INSS) y las consecuentes protestas de ese mismo año.